# Виноробство в Індії

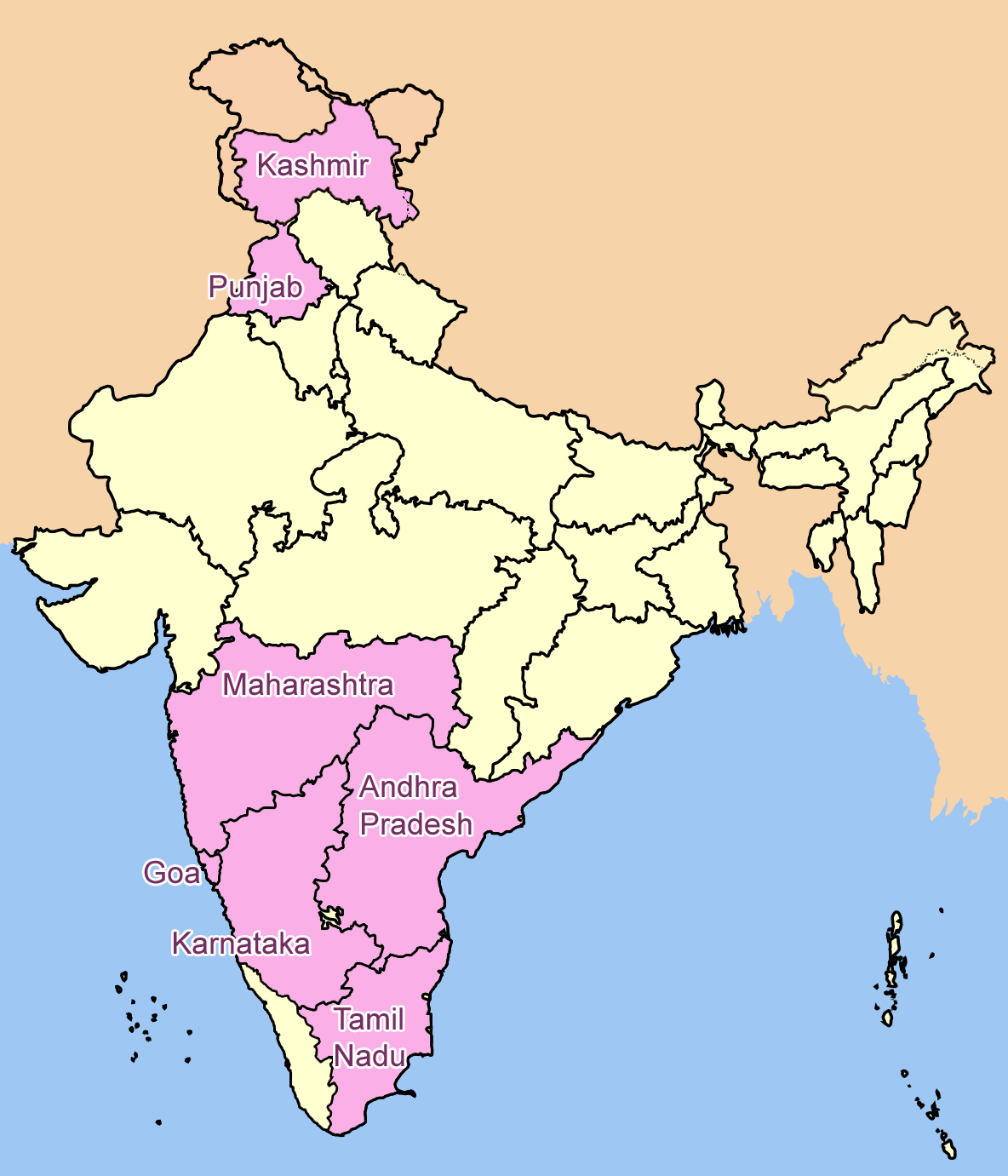
Виділено основні виноробні регіони Індії. На півночі розташовані Кашмір і Пенджаб. На півдні (за годинниковою стрілкою зверху) розташовані Махараштра, Андгра-Прадеш, Таміл Наду, Карнатака та Гоа.

Сучасний індійський винний ринок невеликий, але зростає. Річне споживання вина на душу населення в країні становить лише 9 мілілітрів, що приблизно становить 1/8000 від Франції. Основною причиною цього можна пояснити той факт, що індійці віддають перевагу міцним алкогольним напоям і пиву, що займає майже 98 % частки ринку, тоді як частка вина з низьким вмістом алкоголю становить лише 2 %. Виноградарство в Індії має давню історію, починаючи з часів цивілізації долини Інду, коли, як вважають, виноградні лози були завезені з Персії. Виноробство існувало упродовж більшої частини історії Індії, але особливо заохочувалося під час португальської та британської колонізації субконтиненту. Наприкінці 19 століття філоксерна воша завдала шкоди індійській виноробній промисловості, після чого релігійна та громадська думка схилялися до заборони. Після здобуття країною незалежності від Британської імперії уряд заохочував перевести виноградники на вирощування столового винограду та родзинок. У 1980-х і 1990-х роках індійська виноробна промисловість відродилася, оскільки міжнародний вплив і зростаючий середній клас почали збільшувати попит на напій. На початку 21 століття попит зростав на 20-30 % на рік. Місто Нашік у штаті Махараштра називають «винною столицею Індії».

## Історія

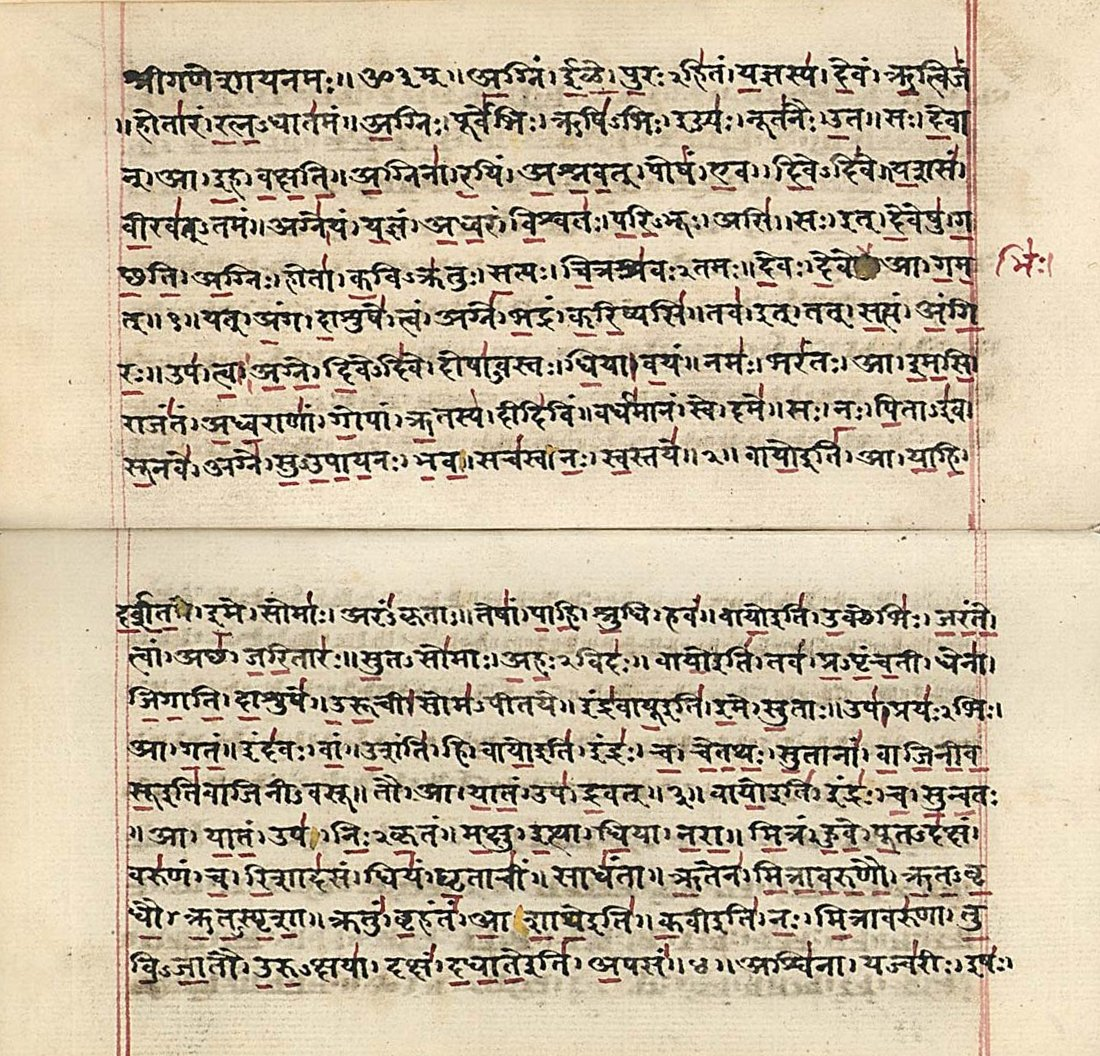
Репродукція Рігведи 19 ст.

Що стосується перших вин Індії, історики вважають, що ці ранні посадки використовувалися здебільшого для столового винограду або виноградного соку, а не для виробництва алкогольних напоїв. У ведичний період 2-го і 1-го тисячоліть племена регіону були відомі своїм захопленням п'янким напоєм, і видається ймовірним, що вино було сучасним напоєм. Релігійний текст Вед згадує принаймні один алкогольний напій, який, можливо, був пов'язаний з вином —сура, яка, здається, була типом рисового вина, яке ферментувалося з медом. Перша відома згадка про вина на основі винограду була в працях кінця 4 століття до нашої ери Чанак'ї, який був головним міністром імператора Чандрагупти Маур'ї. У своїх творах Чанак'я засуджує вживання алкоголю під час хроніки імператора та його двору, який часто вживав сорт виноградного вина, відомого як Мадгу.
У наступні століття вино стало привілейованим напоєм кшатріїв або панівного класу, тоді як пригноблена каста зазвичай пила алкоголь, виготовлений із пшениці, ячменю та проса. Під правлінням імперії Великих Моголів алкоголь був заборонений згідно з ісламськими дієтичними законами. Однак є письмові повідомлення про принаймні одного правителя Великих Моголів, наприклад Джахангіра та Бабура, які любили вино. У 16 столітті португальські колоністи в Гоа представили портвейн, і незабаром виробництво кріплених вин поширилося в інших регіонах. Під британським пануванням у вікторіанську епоху виноградарство та виноробство активно заохочувалося як домашнє джерело для британських колоністів. Виноградники були висаджені в регіонах Бараматі, Кашмір і Сурат. У 1883 році на Калькуттській міжнародній виставці індійські вина були представлені на прихильному прийомі. Індійська виноробна промисловість досягла свого піку до того часу, коли епідемія філоксери потрапила в країну і спустошила її виноградники.

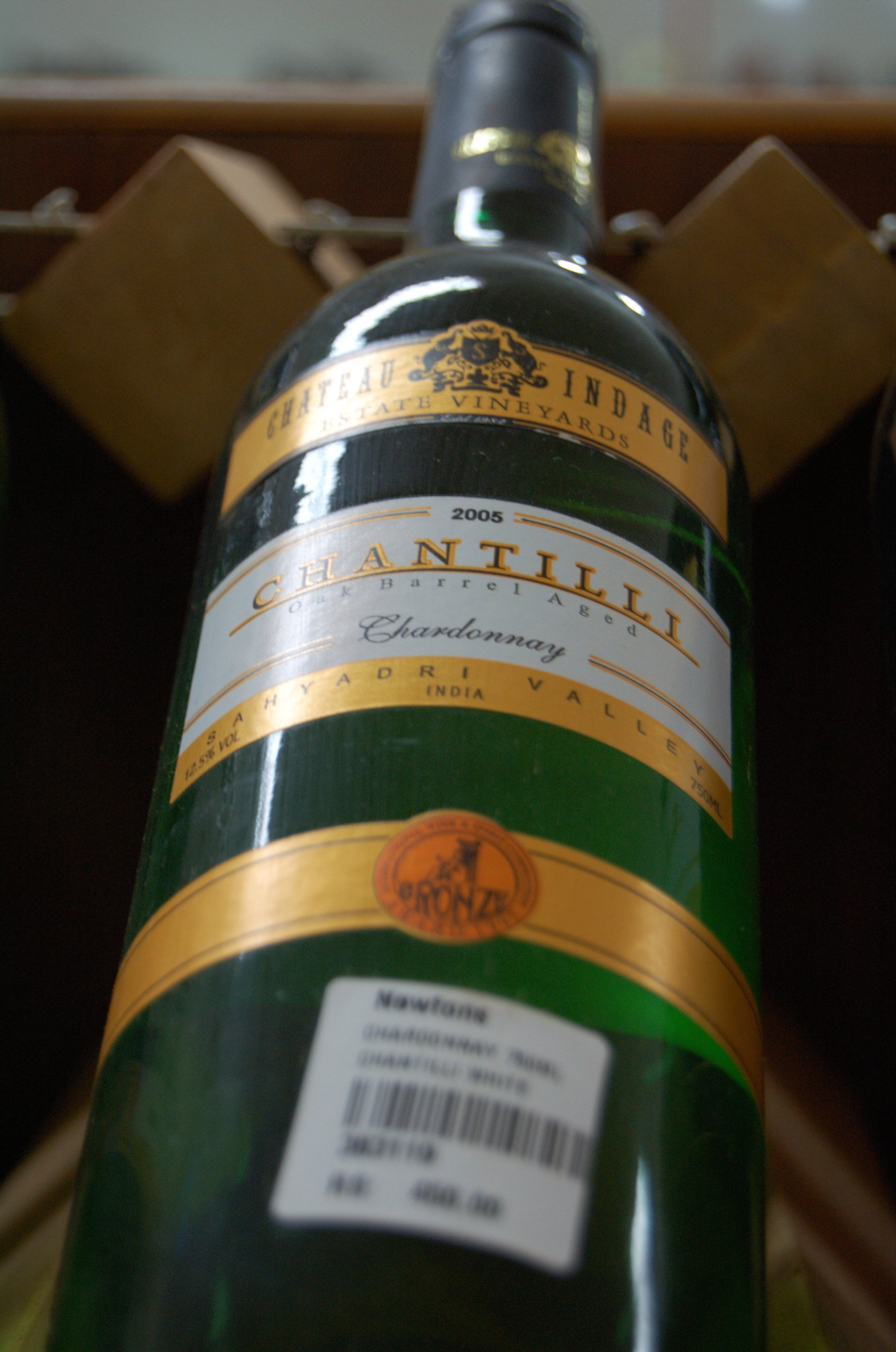
Індійський варіант ігристого вина Шардоне

Це був довгий шлях для індійської виноробної промисловості, щоб оговтатися від руйнування в кінці 19 століття. Несприятлива релігійна та громадська думка щодо алкоголю склалася та досягла кульмінації в 1950-х роках, коли багато штатів Індії заборонили алкоголь. Виноградники або викорчовували, або заохочували до перетворення на вирощування столового винограду та родзинок. У деяких регіонах, як-от Гоа, продовжували виробляти вино, але продукт зазвичай був дуже солодким і з високим вмістом алкоголю. Поворотний момент у сучасній індійській винній промисловості стався на початку 1980-х років із заснуванням The Tonia Group у штаті Гоа. За сприяння французьких виноробів група Tonia почала імпортувати сорти винограду Vitis vinifera, такі як Каберне Совіньйон, Шардоне, Піно Блан, Піно Нуар і Уні Блан, і почала виробляти тихі та ігристі вина. Невдовзі з'явилися інші виноробні, оскільки поява зростаючого середнього класу в Індії сприяла зростанню та розвитку індійської виноробної промисловості.

## Клімат і географія

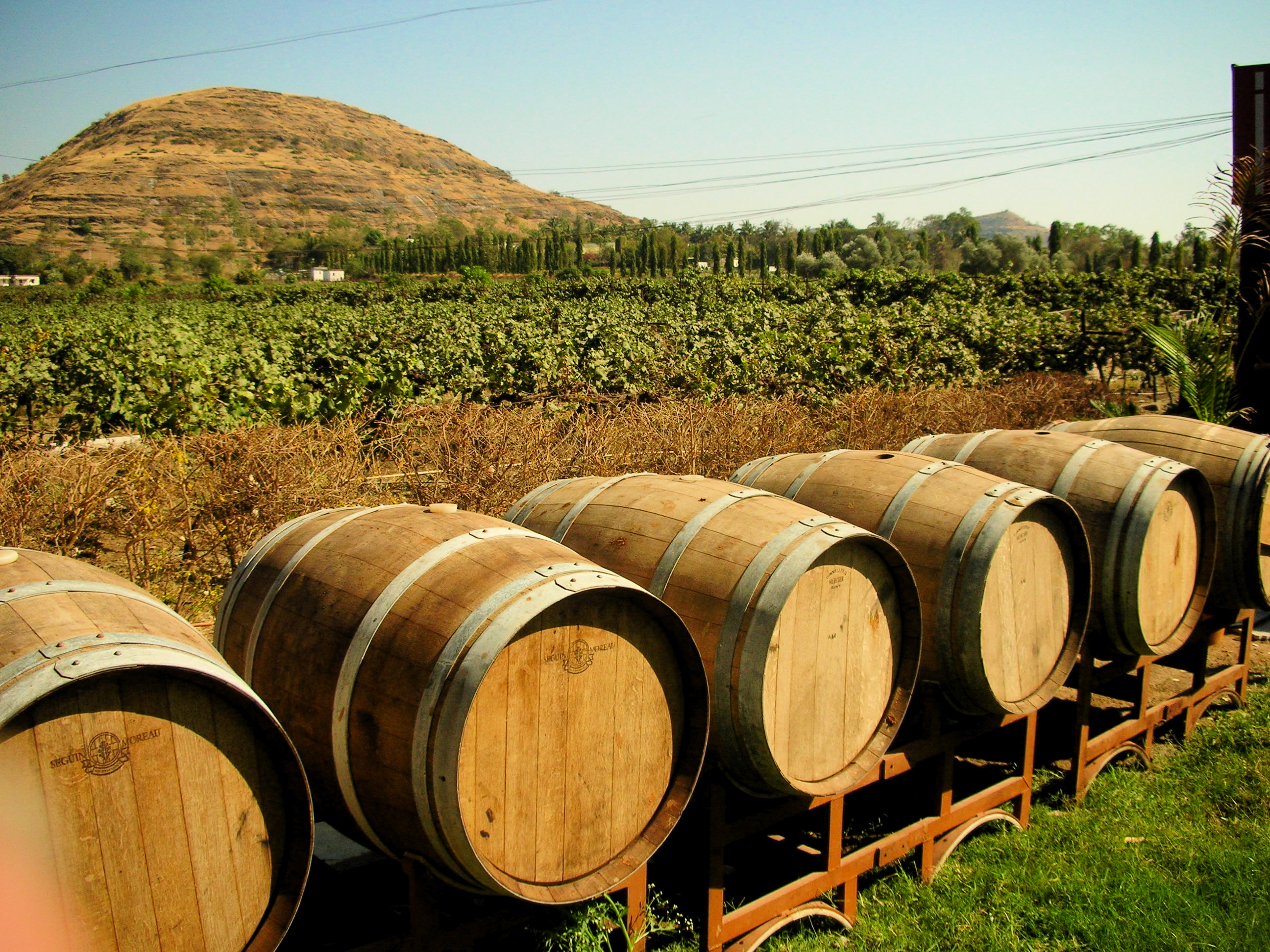
Виноградники Chateau Indage в Пуні

Хоча велика частина індійського субконтиненту не ідеальна для виноградарства, велика різноманітність клімату та геології охоплює деякі території з придатним терруаром для процвітання виноробства. Літній період вегетації в Індії, як правило, дуже жаркий і схильний до мусонів. Багато виноробних регіонів Індії також потрапляють у зону тропічного клімату. Виноградники потім висаджують на більшій висоті вздовж схилів і пагорбів, щоб отримати прохолодніше повітря та захистити від вітру. Висота виноградників Індії зазвичай коливається від приблизно 200 м у Карнатаці, 300 м у Махараштрі, 800 м уздовж схилів Саг'ядрі до 1000 м у Кашмірі. Літня температура може досягати 45 °C, а зимова мінімальна температура може опускатися до 8 °C. Під час піку вегетаційного періоду з червня по серпень середня кількість опадів становить 625—1500 мм.

## Винні регіони
Виноградники в Індії варіюються від більш помірного клімату північно-західного штату Пенджаб до південного штату Таміл Наду. Деякі з найбільших виноробних районів Індії розташовані в Махараштрі, Карнатаці поблизу Бангалора та Телангані біля Гайдарабада. У регіоні Махараштра виноградники розташовані на плато Декан і навколо Бараматі, Нашика, Пуни, Санглі та Солапура. Висока спека і вологість далекосхідної половини країни обмежують виноградарську діяльність.

## Виноградарство і виноробство

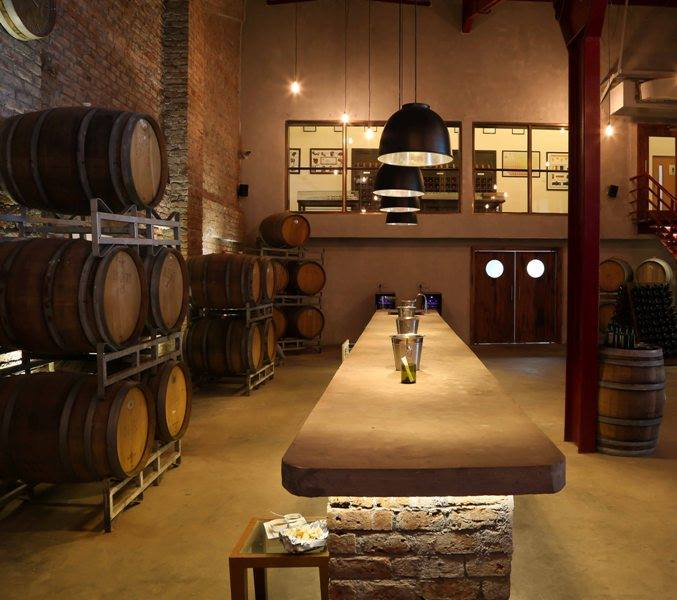
Дегустаційний льох на виноградниках Сула в Нашику

Тепло та вологість виноробного регіону Індії диктують вибір виноградарства, який виробляється на виноградниках. Виноградні лози часто вирощують на бамбуку та дроті в перголі, щоб збільшити покриття крони та відірвати виноград від землі, де він буде більш схильний до грибкових захворювань. Навіс захищає виноград від сонячних опіків, а ряди розташовані на широких відстанях, щоб допомогти з аерацією між лозами. В умовах спекотної погоди винограду необхідний полив. Тропічні умови часто сприяють високим урожаям, що вимагає частої обрізки упродовж року. Збір врожаю зазвичай відбувається в лютому і зазвичай збирається вручну. У дуже теплих виноробних регіонах Таміл Наду, Карнатака та Андгра-Прадеш виноградні лози можуть давати врожай двічі на рік.
Південна Індія є батьківщиною кількох місцевих сортів столового винограду, які також можна використовувати у виробництві вина, серед яких найбільш поширені анабешахі, аркаваті та аркаш'ям. До популярних немісцевих сортів винограду відносяться Бангалор Блю (Ізабелла) і Гулабі (Чорний Мускат). Турецький виноград Султана є найпоширенішим виноградом в Індії, займає більше половини з 148 000 акрів (60 000 га), висаджених в країні. На додаток до імпортованих французьких сортів, які посадив Chateau Indage, Совіньйон блан, Зінфандель, Шенен блан і Клеретт Бланш почали створювати присутність у виноробній індустрії Індії..